# Ordine militare di Savoia
L'Ordine militare di Savoia fu un'onorificenza del Regno di Sardegna e successivamente del Regno d'Italia, nato nel 1861, creato il 14 agosto 1815 dal re Vittorio Emanuele I di Savoia. Nel 1855 fu riformato, dal momento che le regole per essere insigniti erano severe, da Vittorio Emanuele II che cambiò anche le insegne, il design, dell'ordine. Con la nascita della Repubblica nel giugno 1946, l'Ordine militare di Savoia cadde e venne rinominato in Ordine militare d'Italia.

## Storia

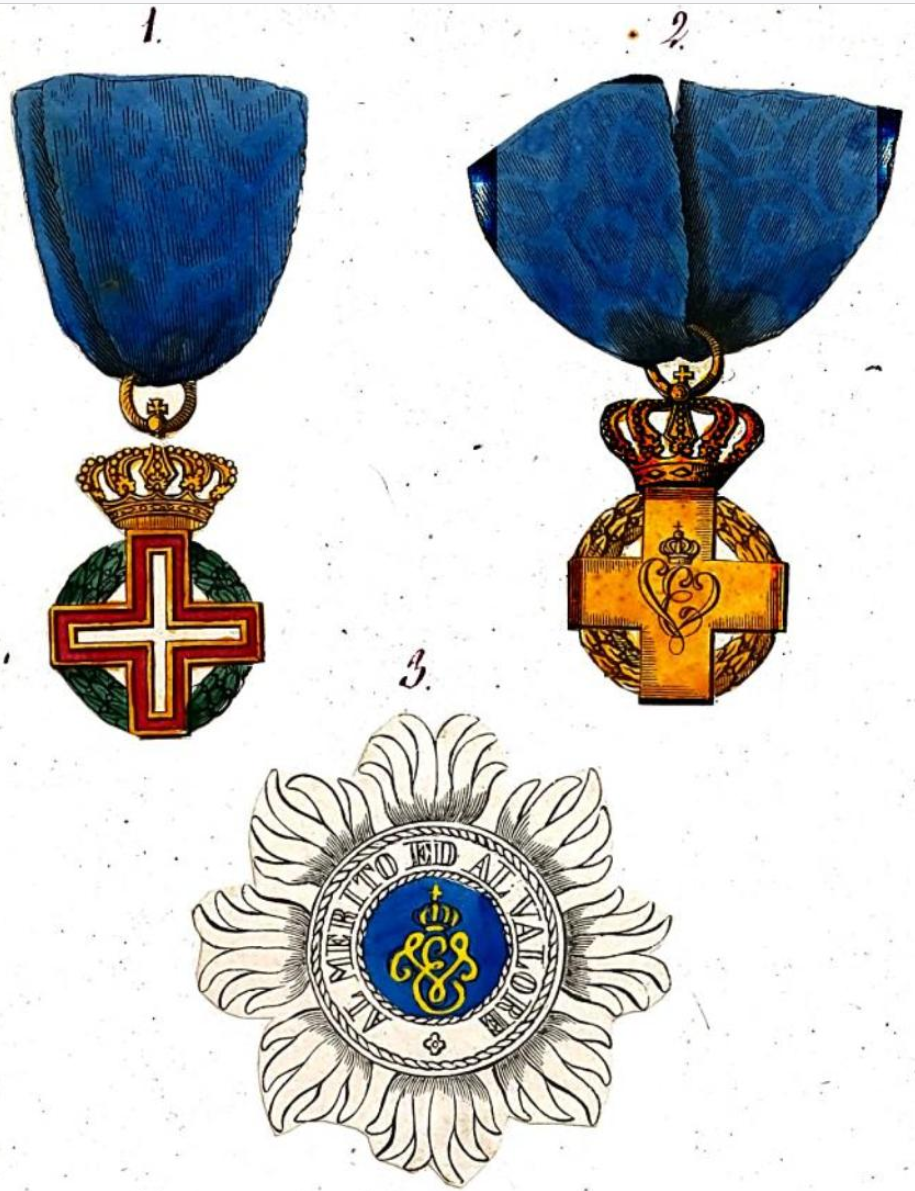
Insegne dell'ordine militare fino al 1855

L'Ordine militare di Savoia venne istituito il 14 agosto 1815 dal re Vittorio Emanuele I di Savoia, al fine di ricompensare il merito ed il valore guerriero "conforme agli statuti annessi"; le decorazioni non potevano essere concesse se non a persone che si fossero distinte in battaglia. Come per gli altri ordini equestri e militari, il re ed i suoi legittimi successori ne furono dichiarati sovrani e gran maestri. L'ordine fu distinto in quattro classi: cavalieri di gran croce, commendatori, cavalieri e militi. Fu stabilita "una paga" di lire 120 annue per cavalieri e militi non ufficiali, da convertirsi in pensione per le vedove ed i figli minori di 15 anni. Nella stessa patente venivano soppresse le medaglie d'oro, i cui fregiati dovevano ricevere in cambio l'insegna di cavaliere del nuovo ordine, e le medaglie d'argento, i cui decorati dovevano ricevere la classe di militi del nuovo ordine militare sabaudo. Infine era stabilito che venissero insigniti del nuovo ordine i militari che avessero ottenuto la croce dell'Ordine dei Santi Maurizio e Lazzaro per un'azione militare distinta o per segnalata condotta in un fatto determinato. 
Nel 1833 il re Carlo Alberto di Sardegna, riconosciuto che i titoli richiesti per la concessione dell'Ordine Militare erano troppo severi, ristabilì di concedere Medaglie al Valore (oro ed argento) in premio a generosi atti compiuti in guerra ed in pace da militari cosicché l'Ordine cadde in disuso, mentre agli ufficiali si continuò a concedere l'Ordine dei Santi Maurizio e Lazzaro. Nel 1855, Vittorio Emanuele II, succeduto al padre Carlo Alberto nel 1849, decise di riprendere l'Ordine Militare di Savoia, quale massima ricompensa al merito da attribuire a coloro che, al comando di qualsiasi unità operativa, si distinguessero per spirito d'iniziativa, perizia e valore. Con Regio Decreto in data 28 settembre 1855 venne specificato che "(..) Ma se le medaglie d'Oro e d'Argento al valor militare ristabilite da Carlo Alberto nel 1833 sono invidiato compenso agli atti di personale coraggio, non sembrano adeguato guiderdone alle ardite ed importanti azioni di guerra condotte nell'esercizio di alcun comando militare con forza più o meno grande. (...) Per altra parte non solo l'Ordine Militare di Savoia è caduto in dissuetudine, ma, come è costituito, offre difficoltà sovente insuperabili per ricompensare a tempo, né serve a premiare quei servizi, quantunque distintissimi, che un militare può rendere anche in tempo di pace".

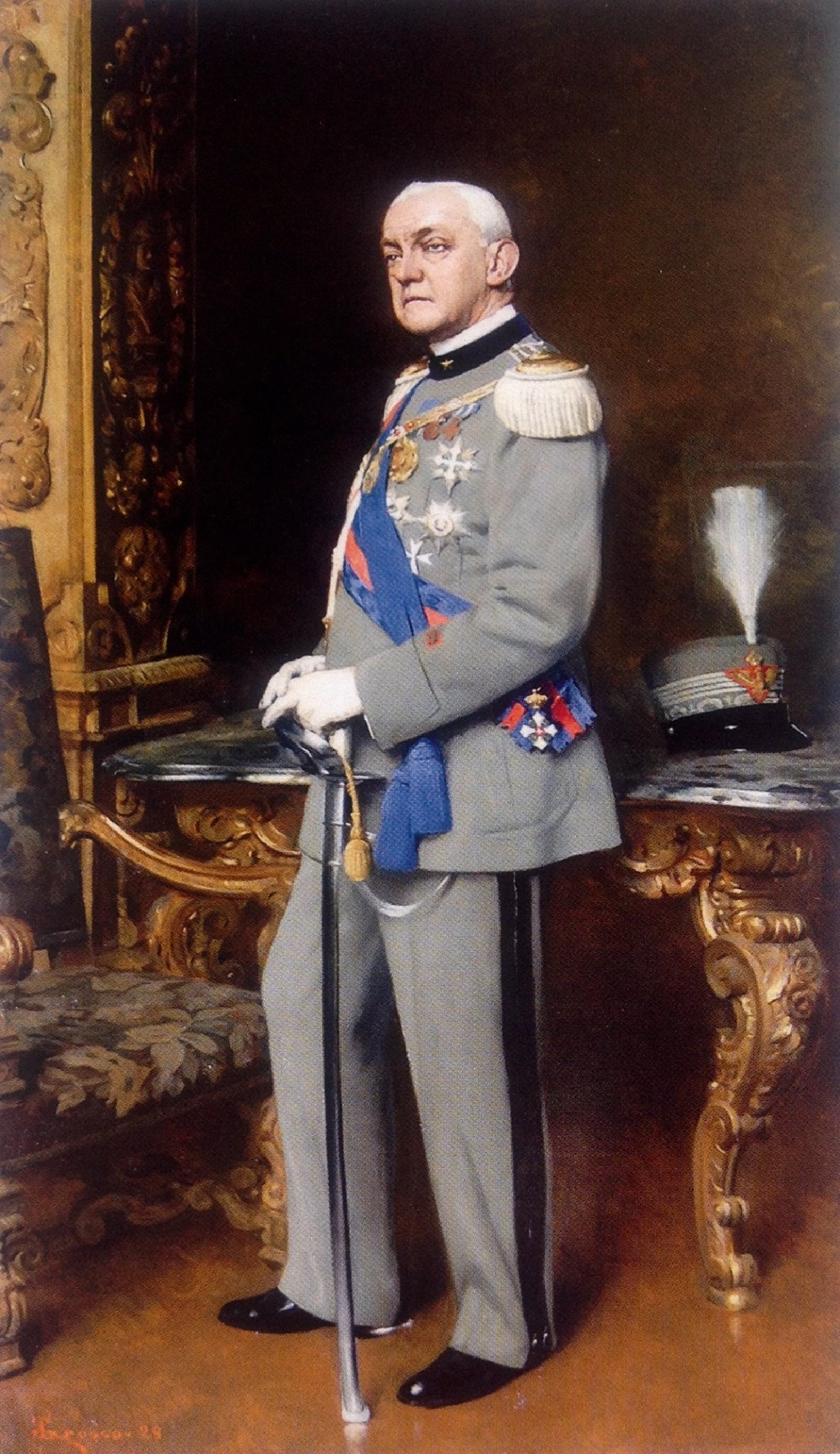
Emanuele Filiberto, duca d'Aosta, con l'insegna di Gran Croce dell'ordine militare

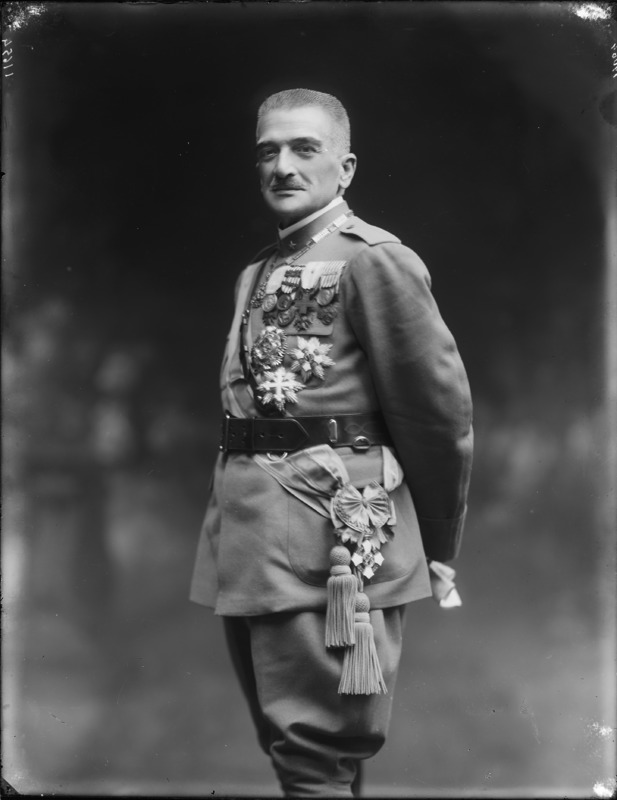
Il Maresciallo d'Italia Armando Diaz, Cavaliere di Gran Croce dell'Ordine

L'incarico di studiare una riforma dell'ordine, su basi sostanzialmente nuova, fu affidato al generale Giacomo Durando che previde la concessione dell'onorificenza ad italiani e stranieri, per fatti di guerra, per azioni di carattere bellico del tempo di pace e per particolari benemerenze o servizi resi all'Amministrazione militare. Le classi stabilite furono Cavaliere, Ufficiale (per gli ufficiali generali e superiori) Commendatore di seconda classe (per i gradi superiori, a colonnelli e capitani di vascello), Commendatore di prima classe (poi in forza al decreto del 28 marzo 1857 rinominato Grande Ufficiale, genericamente destinato ad ufficiali generali e ammiragli comandanti in capo o di armante, in guerra) e a partire dal 1859, poi, fu stabilito che il grado superiore sostituisse quello inferiore. Anche l'insegna fu variata: la croce patente di smalto bianco con punte triangolari, filettata d'oro, ebbe al centro uno scudo rosso con il monogramma reale "VE" in oro, due sciabole incrociate e la stessa data del 1855; sul retro lo stemma sabaudo circondando dalla dicitura "Al Merito Militare". La prima concessione delle croci al merito militare coincise con l'intervento piemontese nella Guerra di Crimea (1853 – 1856), in quell'occasione la Gran Croce fu concessa all'Imperatore Napoleone III di Francia, al generale Alfonso La Marmora, capo del corpo di spedizione piemontese in Crimea, al maresciallo francese Aimable Jean Jacques Pélissier ed al generale Giacomo Simpson, comandanti d'armata alleati.
Un caso a parte riguarda la concessione dell'ordine avvenne nel 1877, quando il deputato Francesco Crispi, poi primo ministro, venne insignito della Croce di Ufficiale per "per militari benemerenze nella campagna d'Italia meridionale", divenendo l'unico civile ad esserne mai stato decorato. A seguito del risultato del referendum costituzionale del giugno 1946 che sancì la fine della monarchia e la nascita della Repubblica italiana, con decreto legislativo in data 2 gennaio 1947 la denominazione Ordine Militare di Savoia venne cambiata in quella di Ordine Militare d'Italia e con la Legge 9 gennaio 1956, n. 25.  si ebbe il riordino effettivo dell'onorificenza.

## Classi

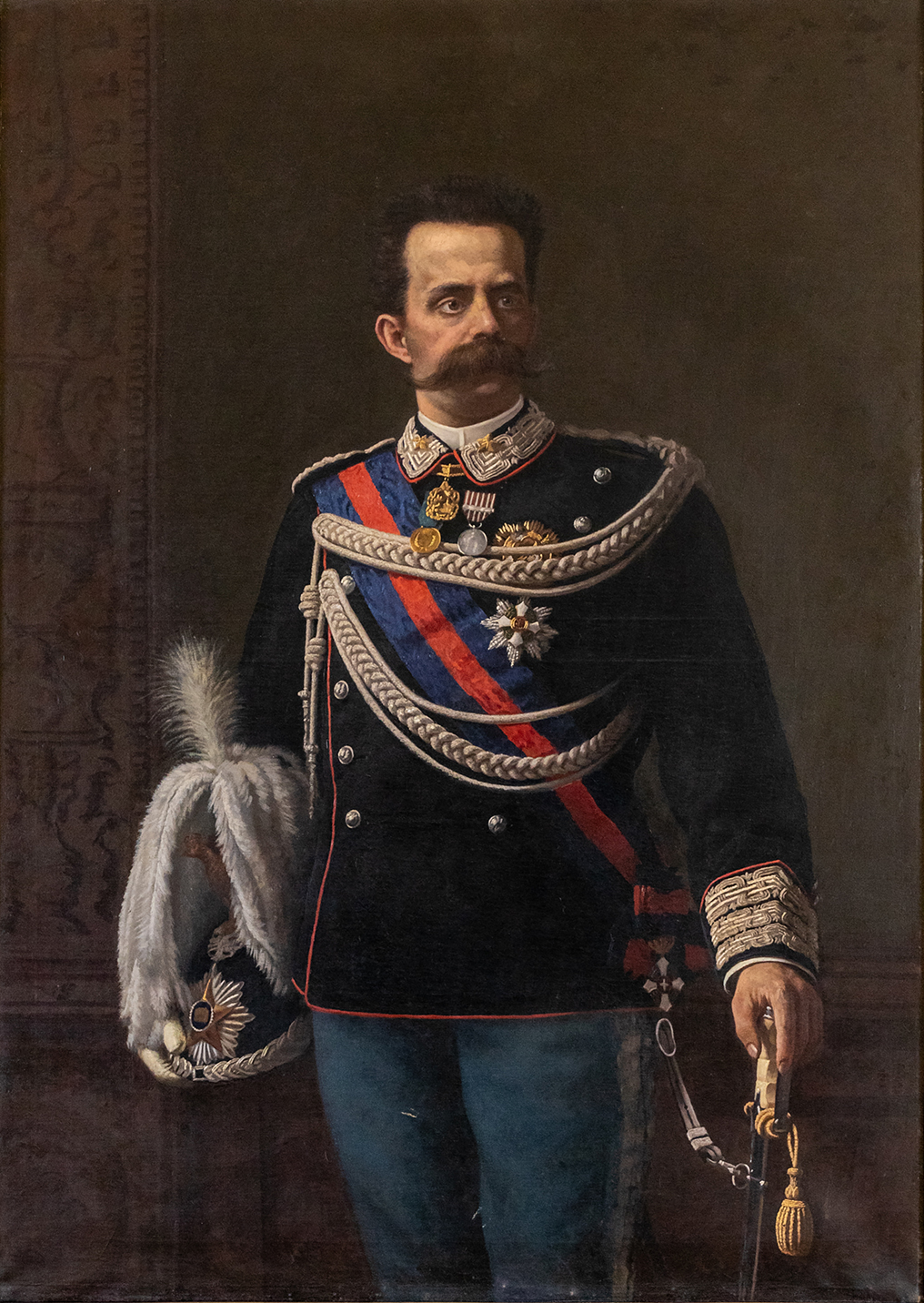
Umberto I di Savoia, Sovrano e Gran Maestro dell'Ordine militare di Savoia

L'Ordine era suddiviso originariamente in quattro classi di benemerenza: 
- Cavaliere di Gran Croce
- Commendatore
- Cavaliere
- Milite

Con la modifica effettuata nel 1855 dal re Vittorio Emanuele II di Savoia, e l'entrata dell'ordine nelle onorificenze del neo Regno d'Italia, nato nel 1861, le classi era suddivise in: 
- Cavaliere di Gran Croce
- Grand'Ufficiale
- Commendatore
- Ufficiale
- Milite o Cavaliere

Per quest'ultimo grado era più frequente l'utilizzo del termine di cavaliere rispetto a quello di milite anche se il termine non venne mai abolito ufficialmente.

## Insegna
La medaglia era composta di una croce sabauda in argento per i militi e d'oro per gli altri gradi, smaltata di rosso e di bianco, circondata da un serto d'alloro smaltato di verde, sormontato dalla corona reale di Sardegna, e veniva conferita personalmente dal sovrano alla presenza delle truppe schierate a rendere gli onori militari.
I militi portavano l'onorificenza appesa ad un nastro azzurro appuntato sul petto. Per i cavalieri il nastro era caricato da una rosetta; i commendatori portavano la croce appesa al collo con un nastro del medesimo colore dei militi e i cavalieri di Gran Croce la indossavano pendente da una fascia azzurra portata a tracolla dalla spalla destra al fianco sinistro, assieme ad una placca sul petto, in argento, con al centro uno scudo azzurro circolare sormontato dalla cifra in oro VE e circondato dalla legenda Al Merito ed al Valore.
|           |           |              |                 |                         |
| Medaglie  |           |              |                 |                         |
|           |           |              |                 |                         |
| Nastri    |           |              |                 |                         |
| Cavaliere | Ufficiale | Commendatore | Grand'Ufficiale | Cavaliere di Gran Croce |